# عوضیه محمود

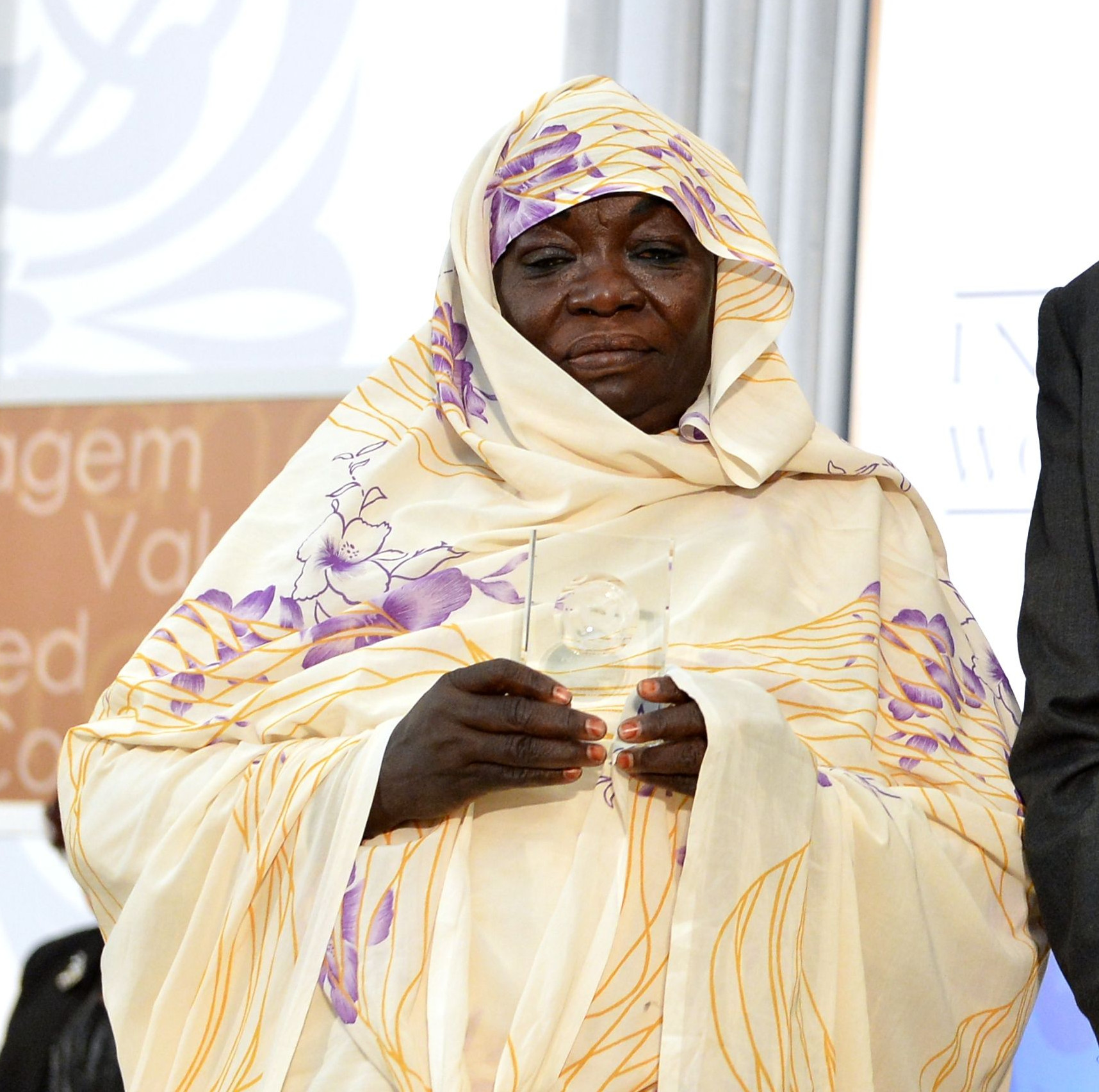
محمود در مراسم اهدای جایزه زنان شجاع

عوضیه محمود (به عربی: عوضیة محمود) بنیان‌گذار و رئیس تعاونی‌های مواد غذایی و فروش چای به زنان و تعاونی‌های چند منظوره برای ولایت خارطوم سودان است. در ۲۸ مارس سال ۲۰۱۶ وزارت امور خارجه ایالات متحده آمریکا اعلام کرد او به عنوان یکی از دریافت کنندگان جایزه بین‌المللی زنان شجاع در آن سال انتخاب شده‌است.